# Nicotina (2003)
Nicotina (em inglês, Nicotine) é um filme de 2003 dirigido por Hugo Rodríguez. É co-produzido pelo México e Argentina. O filme mostra as confusões vividas por um gênio da computação quando se envolve com a máfia russa. A produção é a mesma do aclamado Amores perros (2000).
No México recebeu o nome de Cigarros, desamores, y 20 diamantes.

## Elenco
| Atores/Atrizes     | Personagens |
| ------------------ | ----------- |
| Diego Luna         | Lolo        |
| Lucas Crespi       | Nene        |
| Norman Sotolongo   | Svóboda     |
| Jesús Ochoa        | Tomson      |
| Martha Tenorio     | Eulogia     |
| Rafael Inclán      | Goyo        |
| Rosa María Bianchi | Carmen      |
| José María Yazpik  | Joaquín     |
| Marta Belaustegui  | Andrea      |
| Eugenio Montessoro | Carlos      |